# 541776 Oláhkatalin
541776 Oláhkatalin è un asteroide della fascia principale. Scoperto nel 2011, presenta un'orbita caratterizzata da un semiasse maggiore pari a 2,3804614 au e da un'eccentricità di 0,0659332, inclinata di 7,55739° rispetto all'eclittica.
L'asteroide è dedicato all'astronoma ungherese Katalin Oláh.